# Leptopsalis dumoga
Leptopsalis dumoga is een hooiwagen uit de familie Stylocellidae. De originele naamcombinatie (protoniem) was Stylocellus dumoga Shear, 1993.